# Ischnocampa insitivum
Ischnocampa insitivum är en fjärilsart som beskrevs av Max Wilhelm Karl Draudt 1917. Ischnocampa insitivum ingår i släktet Ischnocampa och familjen björnspinnare. Inga underarter finns listade i Catalogue of Life.